# Front Zachodni (I radziecki)
Front Zachodni (ros. Западный фронт) – związek operacyjno-strategiczny, jeden z głównych frontów radzieckich wojny domowej prowadzący działania na kierunku zachodnim i północno-zachodnim. Po raz pierwszy pojawił się w okresie wojny domowej z lat 1918-1921 jako osłona Rosji Radzieckiej od zachodu. Rozciągał się od Finlandii po Ukrainę, na froncie ok. 2000 kilometrów. Powstał 12 lutego 1919 na mocy dyrektywy Głównodowodzącego Armii Czerwonej, na bazie rozformowanego dowództwa Frontu Północnego. Sztab Frontu w różnym okresie był dyslokowany w miejscowościach: Stara Russa, Mołodeczno, Dźwińsk, Smoleńsk, Mińsk.

## Skład Frontu
W skład frontu wchodziły w różnych okresach: 7 Armia, Armia Łotwy Radzieckiej (późniejsza 15 Armia), Armia Zachodnia (późniejsza Armia Białorusko-Litewska, przemianowana w 16 Armię), Estlancka Armia, 12 Armia, Mozyrska Grupa Wojsk, 3 Armia, 1 Armia Konna, Flotylla Dnieprzańska. Z wojskami Frontu współdziałały jednostki Floty Bałtyckiej (luty – grudzień 1919).

## Walki
W latach 1919-1920 Front brał udział w walkach z maszerującym przez Białoruś i Litwę Wojskiem Polskim. Po sformowaniu w lutym 1919 wojska Frontu liczyły 81,5 bagnetów i szabel. Walczył przeciwko wojskom Białych i oddziałom państw zachodnich na kierunku murmańskim, pietrozawodzkim, ołonieckim i na Półwyspie Karelskim przeciw wojskom Finlandii. W rejonach nadbałtyckim i na Białorusi wojska Frontu walczyły z wojskami białych Estończyków, Litwinów, Łotyszów, z Niemcami i Polakami. W lipcu 1919 wojska Frontu wycofały się z rejonów nadbałtyckich. W sierpniu 1919 Front zatrzymał wojska polskie na Berezynie. W sierpniu 1919 Front zajmował pozycje na linii: Zalew Fiński – Psków – Połock – Berezyna. W okresie czerwiec – sierpień i październik – listopad 1919 7 i 15 Armii, współdziałając z Flota Bałtycką, wykonały przeciwuderzenie i odrzuciły nacierające wojska gen. Judenicza na Piotrogród, co pozwoliło Armii Czerwonej przerzucić wojska do walki z armiami Denikina i Kołczaka.
Po zakończeniu walk w krajach nadbałtyckich w 1920 Front skierowano przeciwko wojskom polskim. Stał się on głównym frontem Armii Czerwonej. Do jego dyspozycji kierowano najlepsze oddziały i gros uzbrojenia i zaopatrzenia technicznego. W dniu 14 maja 1920 roku Front przeszedł do ofensywy. Uderzenie czterema armiami (16 Armia, 15 Armia, 4 Armia, 3 Armia), zmusiło wojska polskie do odwrotu, co umożliwiło rozwinięcie kontrnatarcia Frontu Południowo-Zachodniego. 4 lipca 1920 wojska Frontu rozpoczęły drugą ofensywę, która po pięciu tygodniach pozwoliła zająć Białoruś i doprowadziła wojska Frontu nad Wisłę. Następnie Front został rozbity w walkach pod Warszawą (sierpień 1920) na skutek braku współdziałania z Frontem Południowo-Zachodnim i nad Niemnem (wrzesień 1920). Te dwie klęski przesądziły o losach wojny polsko-bolszewickiej i doprowadziły do podpisania pokoju ryskiego. Mimo zawarcia pokoju Front Zachodni zachował swą strukturę pod pretekstem ciągłego zagrożenia ze strony Polski.
Ponownie odtworzony w grudniu 1920 roku przetrwał na pozycjach obronnych na granicy z Polską do 8 kwietnia 1924 roku kiedy został przemianowany w Zachodni Okręg Wojskowy. Organizował wysyłanie na Polskę band rabunkowych, agitatorów sowieckich itp. Akcję tę musiał przerwać w 1924 po utworzeniu KOP, który uszczelnił granicę wschodnią.

## Dowódcy
- Dmitrij Nadiożny (19 lutego – 22 lipca 1919);
- Władimir Gittis (22 lipca 1919 – 29 kwietnia 1920);
- Michaił Tuchaczewski (29 kwietnia 1920[3] – 4 marca 1921, 24 stycznia 1922 – 26 marca 1924);
- Iwan Zacharow czpo. (od 4 marca);
- Aleksandr Jegorow (20 września 1921 – 24 stycznia 1922);
- August Kork czpo. (26 marca – 5 kwietnia 1924);
- Aleksandr Kuk czpo. (5-8 kwietnia 1924).